# Michiel Rampaart
Michiel Rampaart is een Nederlands acteur, die vooral bekend is geworden door zijn rol als het personage Kevin de Jong in de AVRO-dramaserie Spoorloos verdwenen.
Rampaart was ook te zien in diverse reclamespotjes.

## Filmografie

### Televisie
- 2006-2008: Spoorloos verdwenen, als Kevin de Jong[1]
- 2010-2011: VRijland, als postbode
- 2011: Sketchup
- 2012: Oom Henk, als wasmedewerker[2]

### Film
- 2015: Arjuna
- 2018: Bon Bini Holland 2, als klant

## Theater
- 2006: Cabaret[3]
- 2008, 2011: De bende van de korenwolf[3]